# Język bambara
Język bambara (bamanankan) – język nigero-kongijski z grupy mande, używany głównie na terytorium Republiki Mali. Liczba mówiących wynosi około 2,7 miliona, dalsze cztery miliony używają języka bambara jako języka wehikularnego.
Typowy szyk zdania dla języka bambara to SOV. Jest językiem tonalnym z zaledwie dwoma tonami: niskim/środkowym i wysokim. Najbliżej spokrewnionymi językami są diula i malinke, tworzące z językiem bambara kontinuum językowe. Maurice Delafosse sklasyfikował je jako jeden język, który nazwał mandingo.
W latach sześćdziesiątych XX wieku do zapisu bambara przystosowano alfabet łaciński z dodatkowymi znakami è oraz ò. Obecnie w to miejsce używane są litery ɛ i ɔ, a także ɲ zamiast ny oraz ŋ zamiast ng oraz nk. 
Ma własny alfabet zwany N’Ko (ߒߞߏ), utworzony na podstawie pisma arabskiego.